# Tornai
|  | Per a altres significats, vegeu «Tournay». |

Tornai (en francès i oficialment Tournay) és un municipi del departament francès dels Alts Pirineus (regió d'Occitània) que el 2007 tenia 1.280 habitants. Forma part del cantó de Tornai.

## Geografia
Tornai ocupa una superfície de 14,32 km², amb una densitat de població de 89,39 habitants per km².

## Demografia
El diagrama següent mostra la variació en el nombre d'habitants (font: estadístiques de l'INSEE).